# نادي كفر يوبا الرياضي
نادي كفر يوبا الرياضي Kafr Yuba Sporting Club هو نادي كرة سلة أردني مقره في إربد، الأردن. شارك آخر مرة في الدوري الأردني الممتاز لكرة السلة، وهو أعلى مستوى في كرة السلة الأردنية.

## روابط خارجية
- الملف الشخصي للفريق في Asia-basket.com